# تفجيرات حي كوبس كريك (فيلادلفيا 1985)
يشير قصف حركة موف إلى حادثة حصلت في 13 مايو 1985 في فيلادلفيا، بنسيلفانيا، الولايات المتحدة، عندما قصف قسم شرطة فيلادلفيا منزلًا سكنيًا احتلته المجموعة السوداء المتشددة حركة موف، وترك قسم إطفاء فيلادلفيا الحريق اللاحق يحترق من السيطرة بعد المواجهة والاشتباكات. وجدت دعوى قضائية في محكمة فيدرالية أن المدينة استخدمت القوة المفرطة وانتهكت الحقوق الدستورية ضد التفتيش والمصادرة غير المعقولين. تم إحراق 61 منزلاً بالكامل على امتداد شارعين في المدينة.

## خلفية
في عام 1981، انتقلت حركة موف إلى منزل في 6221 شارع أوسيدج في منطقة كوبس كريك في غرب فيلادلفيا. اشتكى الجيران للمدينة لسنوات من القمامة حول مبناهم، والمواجهات مع الجيران، وإعلانات مكبرات الصوت عن الرسائل السياسية من قبل أعضاء حركة موف. كان البوق مكسورًا وغير صالح للعمل لمدة ثلاثة أسابيع قبل قصف الشرطة للمنزل.
حصلت الشرطة على مذكرات توقيف في عام 1985 بتهمة ارتكاب أربعة من أعضاء حركة موف جرائم بما في ذلك انتهاكات الإفراج المشروط، وازدراء المحكمة، والحيازة غير القانونية للأسلحة النارية، وتوجيه تهديدات إرهابية. صنف العمدة ويلسون غود ومفوض الشرطة غريغور جيه سامبور حركة موف كمنظمة إرهابية. وأخلت الشرطة سكان المنطقة من الحي قبل تحركها. تم إخبار السكان بأنهم سيكونون قادرين على العودة إلى منازلهم بعد فترة 24 ساعة.

## الحادثة
يوم الاثنين 13 مايو 1985، وصل ما يقرب من خمسمائة ضابط شرطة، إلى جانب مدير المدينة ليو بروكس، وحاولوا إخلاء المبنى وتنفيذ مذكرات الاعتقال. تم إخلاء المنازل المجاورة. تم قطع الماء والكهرباء لإجبار أعضاء الحركة على الخروج من المنزل. قرأ المفوض سامبور خطابًا طويلًا موجهًا إلى أعضاء الحركة بدأ بعبارة «انتباه حركة موف: هذه أمريكا، عليكم الالتزام بقوانين الولايات المتحدة». عندما لم يستجب أعضاء الحركة، قررت الشرطة إبعاد 13 عضوًا بالقوة من المنزل، المؤلف من سبعة بالغين وستة أطفال.
ووقعت مواجهة مسلحة مع رجال الشرطة الذين ألقوا قنابل الغاز المسيل للدموع على المبنى. أطلق أعضاء حركة موف النار عليهم، وتبع ذلك معركة بالأسلحة النارية استمرت 90 دقيقة، أصيب فيها أحد الضباط بكدمات في ظهره جراء إطلاق نار. استخدمت الشرطة أكثر من عشرة آلاف طلقة ذخيرة قبل أن يأمر المفوض سامبور بقصف المنزل. من طائرة هليكوبتر تابعة لشرطة ولاية بنسلفانيا، شرع الملازم فرانك باول في إدارة شرطة فيلادلفيا في إسقاط قنبلتين وزنهما رطل واحد (والتي أشارت إليها الشرطة باسم «أجهزة الدخول») مصنوعة من توفيكس الذي يوفره مكتب التحقيقات الفيدرالي، وهو بديل للديناميت، مستهدفًا مقصورة في سقف المنزل. أسفر الحريق الذي أعقب ذلك عن مقتل أحد عشر شخصًا في المنزل (جون أفريكا، وخمسة بالغين آخرين، وخمسة أطفال تتراوح أعمارهم بين 7 و 13 عامًا). انتشر الحريق ودمر في نهاية المطاف ما يقرب من 65 منزلاً مجاورًا في شارع أوسيدج وشارع باين القريب. على الرغم من أن رجال الإطفاء كانوا قد غمروا المبنى في وقت سابق قبل القصف، بعد اندلاع الحريق، قال المسؤولون إنهم يخشون أن تطلق حركة موف النار على رجال الإطفاء، لذلك أعاقتهم. شهد غود لاحقًا في محاكمة عام 1996 أنه أمر بإخماد الحريق بعد أن احترق القبو. قال سامبور إنه تلقى الأمر، لكن مفوض الإطفاء شهد بأنه لم يستلم الأمر. قالت رامونا أفريكا، إحدى الناجين من قصف المنزل، إن الشرطة أطلقت النار على من حاولوا الفرار.

## بعد الكارثة
عين غود لجنة تحقيق تسمى لجنة التحقيق الخاصة بفيلادلفيا (المعروفة أيضًا باسم لجنة حركة موف)، برئاسة ويليام إتش براون الثالث. استقال سامبور في نوفمبر 1985؛ في خطاب ألقاه في العام التالي، حيث قال إن غود عيّنه «بديلاً». أصدرت لجنة حركة موف تقريرها في 6 مارس 1986. ندد التقرير بأفعال حكومة المدينة، مشيراً إلى أن «إلقاء قنبلة على منزل مسكون غير مقبول». بعد إصدار التقرير، قدم غود اعتذارًا علنيًا رسميًا. لم يتم توجيه تهم جنائية إلى أي شخص من حكومة المدينة في الهجوم. تم اتهام العضو البالغ الوحيد الباقي على قيد الحياة في حركة موف، رامونا أفريكا، بتهم الشغب والتحريض على الفوضى وقضت سبع سنوات في السجن.
في عام 1996 أمرت هيئة محلفين فيدرالية المدينة بدفع 1.5 مليون دولار أمريكي إثر حكم قضائي مدني للناجين من القصف ومنهم رامونا أفريكا وأقارب شخصين قتلا في التفجير. وجدت هيئة المحلفين أن المدينة استخدمت القوة المفرطة وانتهكت الحماية الدستورية للأعضاء من التفتيش والمصادرة غير المعقولين. في عام 1985 حصلت فيلادلفيا على لقب «المدينة التي قصفت نفسها». في عام 2005، ترأس القاضي الفيدرالي كلارنس تشارلز نيوكومر محاكمة مدنية رفعها سكان يطالبون بتعويضات عن تهجيرهم بسبب الدمار الواسع الذي أعقب قصف الشرطة عام 1985 لحركة موف. منحتهم هيئة محلفين حكمًا بقيمة 12.83 مليون دولار أمريكي. في 12 نوفمبر 2020، أصدر مجلس مدينة فيلادلفيا قرارًا يعتذر عن «القرارات والأحداث التي سبقت وأدت إلى الدمار الذي حدث في 13 مايو 1985.» أنشأ المجلس «يومًا سنويًا للمراقبة والتفكير وإعادة الالتزام» لتذكر قصف حركة موف.